# Destreza vulgar
El término Destreza vulgar o Destreza común hace referencia a una escuela de esgrima española.
Es el nombre que usaban Jerónimo Sánchez de Carranza, Luis Pacheco de Narváez y otros seguidores para definir tanto la esgrima que se practicaba antes de aparecer la Verdadera Destreza como la que practicaban aquellos contemporáneos suyos que no seguían los principios de su escuela. Asimismo, puede denominarse así a la esgrima practicada en España a finales del XVI y en el XVII. 

## Historia
Sus primeros referentes escritos se encuentran en manuales de esgrima de finales del siglo XV. Así, se hace mención de Jaime Pons, maestro de origen mallorquín que publicó su tratado en el año 1474, mismo año en que aparece en Sevilla el tratado del Maestro Pedro de la Torre. Posteriormente y también en Sevilla vería la luz el tratado de otro maestro, Francisco Román, en el año 1532. A estos tratados hacen referencia autores de Destreza Verdadera identificándolos con la Escuela de Esgrima Común.
No se trata de un sistema de lucha callejera de las clases populares, sino una escuela completa de esgrima, con un corpus de principios y aplicaciones bien estructurado. De hecho, ambas escuelas coexistieron durante un siglo y medio aproximadamente, tiempo en el que se enfrentan tanto en el campo físico como en el intelectual, si bien el triunfo final sería para la Verdadera Destreza, como demuestran el gran número de manuales publicados sobre ésta y las escasísimas referencias a literatura sobre Esgrima Común.

## Autores y tratados de Destreza común
- Jaume Ponç

- La verdadera esgrima e el arte de esgrimir (1472)

- Francisco Román

- Tratado de esgrima con figuras (1532)

- Domingo Luis Godinho

- Arte de esgrima (1599)